# Cannas
Cannas (en latín Cannae) fue una antigua ciudad de Apulia, situada a 9 kilómetros del mar Adriático, y erigida en una altitud de 54 m que dominaba la orilla derecha del río Ofanto. Escenario de la famosa batalla de Cannas, corresponde a la actual localidad de Canne della Battaglia, en Barletta. Existen allí restos arqueológicos de interés, entre los que destacan una villa de los antiguos habitantes de Apulia, un menhir y una necrópolis.

## Historia
Como muchas ciudades de Apulia, Cannas fue fundada entre los siglos VI a. C. y IV a. C. como una villa, descendiente de asentamientos prehistóricos de la Edad del Hierro y llegó a ser durante la República romana un vicus y emporio fluvial de la ciudad de Canosa. En el año 216 a. C. fue teatro de una de las batallas más conocidas de la antigüedad. Con la caída del Imperio Romano de Occidente, también Cannas sufrió la devastación por parte de grupos bárbaros y en el año 547 durante la guerra gótica fue destruida por las tropas ostrogodas de Totila. Tras una reconstrucción lenta la ciudad de Cannas renació y continuó viviendo a la sombra de Canosa hasta la destrucción de esta última en el año 872 por obra de los sarracenos, cuando adquirió nueva importancia también con la institución de una diócesis sobre la que en el año 1100 estuvo el obispo Rogelio de Cannas.

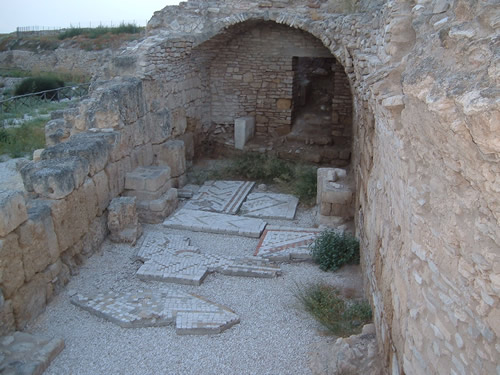
Restos de Canne della Battaglia.

Bajo la dominación bizantina, Cannas vio su período de mayor crecimiento hasta 1083, cuando, al pasar a dominio de los normandos fue destruida por Roberto Guiscardo para vengarse de la revuelta guiada por su pero inexorable éxodo de sus habitantes los llevó a emigrar a Barletta. Por ello, en 1303, su territorio fue anexionado por Carlos II de Anjou al de Barletta. Los ciudadanos de Cannas ocuparon allí el burgo de Santiago con su iglesia del mismo nombre datada en el siglo XI. En 1456 hasta la diócesis fue disuelta y unida a la de Barletta.

## Batallas célebres
Además de la batalla de Cannas del año 216 a. C., y debido a su posición estratégica esta localidad fue lugar de otros actos bélicos. En 1018 los normandos guiados por Gilberto Drengot y pagados por Melo de Bari, jefe de los sublevados lombardos habitantes de Apulia se enfrentaron con los bizantinos guiados por Basilio Boioanes, siendo derrotados por este último.

## Lugares de interés
- Ciudadela de Canne della Battaglia: donde están las ruinas de la antigua ciudad medieval de Cannas.
- Antiquarium de Canne della Battaglia: inaugurado en la primavera de 1958 por el entonces ministro de educación pública Aldo Moro, se trata de un museo que documenta los asentamientos humanos en el territorio durante la prehistoria, la época clásica y la medieval (adornos en bronce, tumbas, cerámicas, inscripciones, monedas de época bizantina, etc). Hay también vasos de Daunia pintados con dibujos geométricos datados en el siglo IV-III a. C. provenientes de los sepulcros de Cannas.

En las cercanías del yacimiento arqueológico, se encuentra la localidad de "Paolo Stimolo", actual nombre del lugar donde Aníbal elevó el "Paulus Tumulus", v. gr. la tumba original del cónsul Lucio Emilio Paulo muerto en la batalla contra los cartagineses. De hecho, entre las piedras de un pozo abandonado fueron encontrados algunos pedazos de roca con la siguiente inscripción:

Aníbal, en tiempo de las batalla de Cannas, tras encontrar el cuerpo del cónsul romano Emilio Paulo, con grandes honores confió a los soldados romanos la misión de sepultar bajo estas piedras y llevar sus huesos a la ciudad
HANNIBAL PAULI ÆMILII ROMANORUM CONSULIS APUD CANNÆ TRUCIDATI CONQUISITUM CORPUS SUMMA CUM HONORE ROMANIS MILITIBUS MANDAVIT SUB HOC MARMORA REPONENDUM ET OSSA EJUS AD URBEM DEPORTANDA